# Rick Miller (komik)
Rick Miller – kanadyjski aktor, komik i dramatopisarz. Znany przede wszystkim z prowadzenia programu Just For Laughs amerykańskiej telewizji ABC, w którym emitowane są fragmenty kanadyjskiego Just for Laughs Gags.
Sławę przyniosło mu także wykonywanie utworu Bohemian Rhapsody zespołu Queen, podczas którego Miller parodiuje 25 najbardziej rozpoznawalnych głosów przemysłu muzycznego (w tym m.in. Jona Bon Jovi, Guns N’ Roses, Aerosmith, Boba Dylana).
Rick Miller wystąpił również w dwóch znanych spektaklach: Bigger than Jesus i MacHomer.